# 피오네르스키

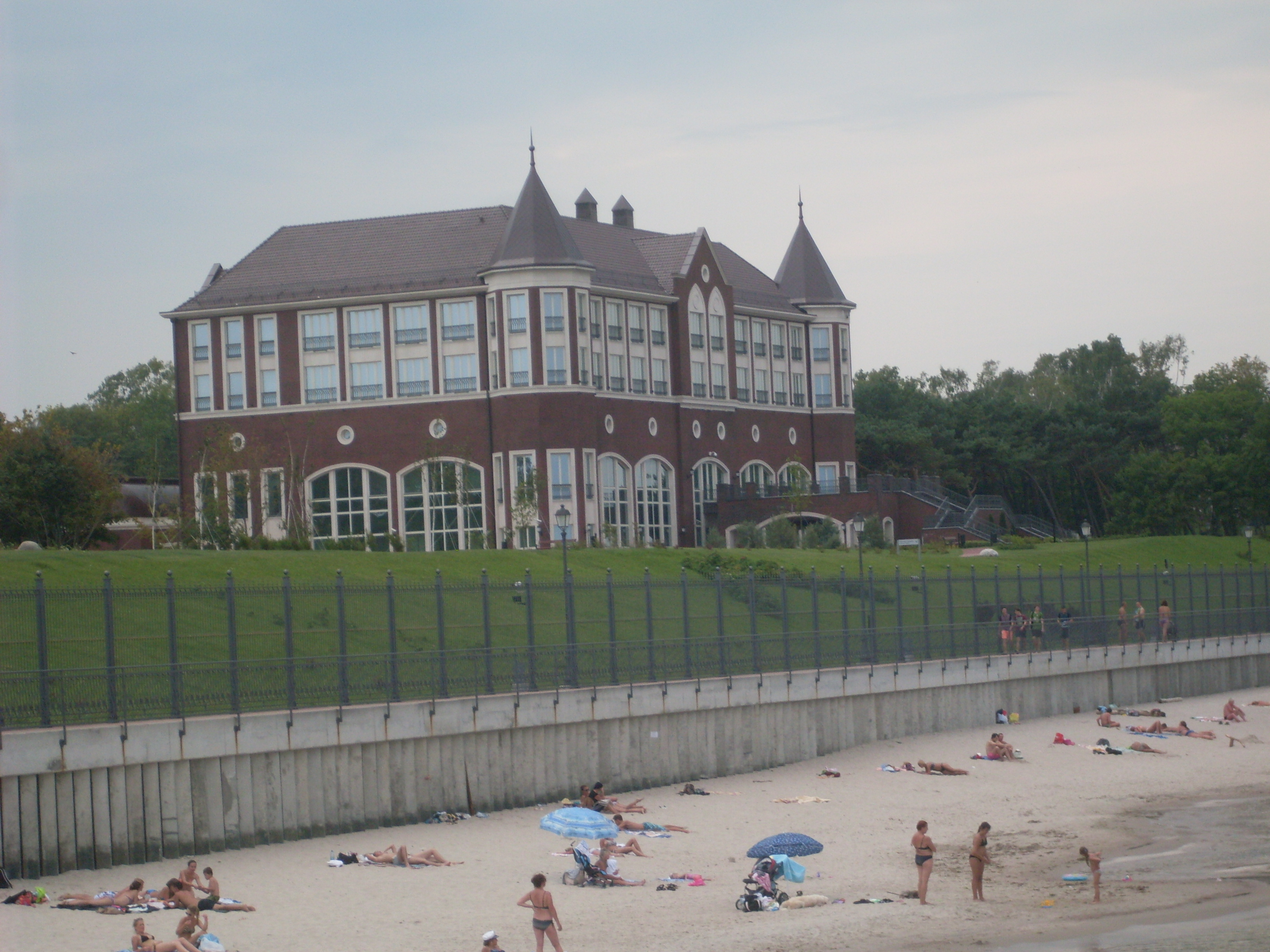

피오네르스키(러시아어: Пионе́рский, 독일어: Neukuhren, 리투아니아어: Naujieji Kuršiai, 폴란드어: Kursze)는 러시아 칼리닌그라드주에 위치한 도시로, 인구는 11,816명(2002년 기준)이다. 발트해와 접한다.
1945년까지 독일의 영토로 남아 있었고 당시에는 노이쿠어렌(Neukuhren)이라는 이름으로 불렀다. 소비에트 연방에 병합되면서 지금과 같은 이름으로 변경되었는데 도시 이름은 소비에트 연방 선봉대에서 유래된 이름이다.